# Handicap psychique
Ne doit pas être confondu avec Handicap mental.
Le handicap psychique  est la reconnaissance d’une limitation de la participation d’une personne à la vie sociale du fait de troubles psychiques graves  qui  perdurent  et  entraînent  une gêne dans son quotidien, des souffrances et/ou des troubles comportementaux légers, moyens à sévères selon la maladie. La maladie mentale peut toucher toutes les populations, sans distinction de sexe ou d'âge. Des signes apparaissent dans la majorité des cas pendant la période de l'adolescence et du jeune adulte, de 15 à 20 ans, parfois jusqu'à 30 ans  lors de l'entrée dans la vie active. Les troubles peuvent être passagers ou s'installer dans la durée, c'est alors que la personne ou ses proches doivent se rapprocher de leur médecin traitant ou d'un psychiatre pour consulter. Dans certains cas, lorsque la personne souffre de psychose, ou de schizophrénie, le malade aura des difficultés à appréhender son état de santé. Si les caractérisations du trouble  varient selon les personnes et l'âge, la dépression, les addictions et les troubles liés à la consommation de drogues ou d'alcool, l'anxiété et les phobies, le trouble obsessionnel compulsif, les troubles de comportement alimentaires, les troubles schizophréniques, bipolaires ou borderlines, les névroses, les psychoses sont des exemples de maladies et troubles psychiques ,
Le handicap psychique se traduit par une perte de l'unité psychique et parfois une perception erronée de la réalité, dans lesquelles les capacités relationnelles, d’autonomie et d’adaptation sont perturbées. Difficultés de concentration et d’attention, succession d’états calmes puis tendus, obsessions, compulsions, troubles bipolaires, psychoses : le handicap psychique peut prendre des formes diverses, plus ou moins graves, avec des crises qui peuvent se manifester à un rythme plus ou moins fréquent et une symptomatologie instable et imprévisible.  
Le handicap psychique se manifeste par des difficultés à participer aux échanges liés à la vie sociale et à entrer en relation avec les autres. S’il peut entraîner une diminution des capacités cognitives (concentration, compréhension, mémoire...), le handicap psychique doit néanmoins être distingué du handicap mental : il s’en différencie clairement par le fait qu’il n’affecte pas les facultés intellectuelles.
L'ONU a fait de la santé mentale une priorité de santé publique et estime que, sur le plan mondial, une personne sur quatre connaîtra des problèmes de ce genre au cours de sa vie. La dépression se classe au troisième rang des maladies mondiales et devrait occuper la première place d’ici à 2030. 
Depuis 2010, un groupe d'associations et d'experts divers ayant participé à la rédaction d'un document traitant de la spécificité du handicap cognitif (notamment par rapport au handicap psychique et handicap mental) et visant à établir la mise en correspondance de ce champ avec la Classification Internationale du Fonctionnement du handicap et de la santé (CIF) de l’OMS attend la prise en compte effective de celui-ci par les Maisons départementale des personnes handicapées (MDPH). Dans la loi de 2005, on parle de « situation de handicap » et celle-ci doit être évaluée, par les MDPH, à l’aide du GEVA (guide d’évaluation des besoins de compensation des personnes handicapées) qui est basé sur la CIF. 

## Loi handicap 2005

### Handicap psychique
La France, via l'article 2 de la loi handicap du 11 février 2005 : 
« Constitue un handicap, au sens de la présente loi, toute limitation d’activités ou restriction de participation à la vie en société subie dans son environnement par une personne en raison d’une altération substantielle, durable ou définitive d’une ou plusieurs fonctions physiques, sensorielles, mentales, cognitives ou psychiques, d’un polyhandicap ou d’un trouble de santé invalidant. »
a introduit dans la définition légale du handicap les troubles psychiques, ayant pour effet la distinction entre le handicap psychique, conséquence d’une maladie psychique et le handicap mental, conséquence d’une altération des capacités intellectuelles. De par la même, certaines maladies et les "patients" qui étaient classés dans la catégorie du handicap mental sont aujourd'hui pris en charge et différenciés, selon de nouveaux critères et protocoles liés au handicap psychique. 
Cette décision prévalant sur le territoire national est portée actuellement sur le plan international, dans le cadre de la santé publique. En effet, « la prévalence des troubles psychiques est d’une telle envergure que la Santé mentale a été reconnue comme une priorité internationale par l’ONU,; portée par le Plan d'action 2013-2020 de l'Organisation Mondiale de la Santé (OMS) ; au niveau national par le « Plan Psychiatrie et Santé Mentale » pour les années 2011-2015 ».
La définition de 2010 du handicap cognitif permet notamment de différencier certaines conditions traditionnellement considérées comme relevant du handicap psychique ou de la maladie neurodégénérative, telles que l'autisme et le syndrome d'Asperger ou encore la maladie d'Alzheimer, la maladie de Parkinson, la sclérose en plaques.

## Spécificités
Le handicap psychique fait obstacle, dans certaines conditions, à l’expression de l’ensemble des potentialités d’un individu. Il interfère plus particulièrement dans les relations interpersonnelles, les compétences cognitives, les habilités psychosociales et le comportement de l'individu malade. La variabilité des manifestations de la maladie crée constamment une incertitude qui demande des ajustements réguliers (et donc une analyse des interactions avec l’environnement).
On interrogera les facteurs personnels de la façon suivante  :
- Capacités techniques : résistance à l’effort, dextérité manuelle, aptitudes techniques, etc.
- Capacités cognitives : orientation spatiale et temporelle, mémorisation, assimilation des consignes, etc.
- Capacités d’autocontrôle : vigilance, adaptabilité, attention, gestion de stress, etc.
- Capacités de relations sociales : relations avec autrui, indépendance sociale, sens de l’organisation, etc.

## Travail et troubles psychiques

### Maladies professionnelles
En 2012, la sécurité sociale a reconnu comme maladies professionnelles des troubles psychiques (sources ?). 
Dans le cadre des maladies professionnelles et les troubles psychiques, 225 demandes de reconnaissance en maladie professionnelle de troubles psychiques ont été deposées, la moitié (45%) ont fait l'objet d'un accord d'après la sécurité sociale.

## La recherche
La France est l'un des pays pionniers dans la recherche et l'innovation de l'étude des maladies psychiques, en neuroscience et en neuroimagerie avec parmi ses projets et pôles :
- Le pôle 3C à Marseille, du nom de ses trois unités constitutives : Comportement-Cognition-Cerveau, a pour objectif une recherche fondamentale en psychologie cognitive et en neurosciences intégratives[20].

- Le "comité recherche de l'Unafam" réunit des chercheurs de l'Inserm, du CNRS, de Cermes3 [21] et des cliniciens, et vise à créer une passerelle entre l'Unafam et les différents organismes et programmes scientifiques, à explorer les perceptions et besoins des familles et personnes souffrant d’un handicap psychique ou donner un avis consultatif sur les recherches scientifiques[22].

- Dans les années 2010, des passerelles émergent entre l’UNAFAM et les Sciences de l’Information et de la Communication. Une synergie croisée se développe entre expériences de terrain en SAMSAH et théories [23].

- «Le projet OptoPath constitué par le pôle de recherche et enseignement supérieur (PRES) de l’Université de Bordeaux, le Neurocentre Magendie, Imetronic, l’Institut de recherches IRIS, propose de réaliser une plateforme d’innovations instrumentales et procédurales en psychopathologie expérimentale chez le rongeur pour étudier l’activité du cerveau in vivo, et de comparer différents modèles comportementaux de pathologies psychiques.» [20]

- Le projet Psy-COH porté par la Fondation FondaMental a pour but de suivre sur 10 ans, 2000 jeunes patients atteints de trois maladies psychiatriques majeures : schizophrénie, psychose maniacodépressive (ou trouble bipolaire), syndrome d’Asperger[20]. Cette classification spécifique du syndrome d'Asperger comme maladie psychiatrique semble aller à l'encontre du mouvement de reconnaissance des Troubles du Spectre de l'Autisme en tant qu'ensemble de handicaps (et non comme pathologie), tels que définis notamment par la Loi pour l'égalité des droits et des chances, la participation et la citoyenneté des personnes handicapées (11 février 2005), commentée par l'association Autisme France dans un document[24] de février 2015 mettant en avant la difficulté actuelle pour les MDPH de reconnaître l'autisme autrement que comme trouble psychique, en raison de la « toute-puissance » des médecins dans les réunions d'équipes pluridisciplinaires, ainsi que les pressions rencontrées par les parents d'enfants autistes poussés à chercher un soin pour leur enfant avant de le faire scolariser. En outre, la Haute Autorité de santé rappelle dans ses Recommandations de Bonnes Pratiques pour l'autisme, publiées en mars 2012, qu'« aucun traitement médicamenteux ne guérit l’autisme », mais qu'il est possible de chercher des traitements pour les troubles associés[25].

- La fondation Falret a vocation à favoriser l’émergence de réponses originales et adaptées dans le champ de l’accompagnement en santé mentale. Elle soutient des projets prometteurs de recherche-action, qu’elle subventionne et dont elle assure la diffusion des résultats. Soumis à des exigences de pertinence, d’innovation, de qualité méthodologique et de faisabilité, ces programmes d’évaluation et d’amélioration doivent faire progresser la prise en charge actuelle des personnes en situation de Handicap psychique.[réf. nécessaire]

## Quelques chiffres

### Sur le plan mondial
L'OMS, dans le rapport sur l'impact et les enjeux des nouvelles technologies d'exploration et de thérapie du cerveau no 4469 no 476 ,estime que : 
- 400 millions de personnes sont atteintes de troubles mentaux ou neurologiques ou de problèmes psychosociaux, associés notamment à l’alcoolisme ou à la toxicomanie.

Selon une étude de l’École de santé publique réalisée par l’Université d’Harvard, à l’initiative de l’OMS, la schizophrénie affecte 45 millions de personnes  de la population adulte mondiale, elle serait cinq des dix principales causes médicales de handicap, et un cinquième des DALYs (Disabilities Adjusted Life Years), en outre plus de 50 % des malades dans le monde ne reçoivent pas de soins appropriés,
- «La dépression touche 130 millions de personnes dans le monde et serait actuellement la cinquième cause de mortalité et de handicap ; elle devrait atteindre la deuxième place d’ici 2020, d'après l'OMS» [26], «Elle se classe au troisième rang des maladies mondiales et devrait occuper la première place d’ici à 2030 d'après l'ONU»[15].
- Le suicide ferait un million de victimes par an, la troisième cause de mortalité chez les jeunes (ONU)[15]
- La schizophrénie est la plus répandue des psychoses chez l’adulte, elle atteindrait 1 % de la population générale mondiale [2]

« Les pays se mobilisent pour faire de l’accès aux soins de santé un droit de l’homme » indique l'ONU ,,

### En France
- Entre 300 000 et 500 000 personnes sont atteintes de psychoses délirantes chroniques, dont 200000 à 250000 de schizophrénie [30] avec un taux de prévalence entre 0,4 % et 0,7 % selon les études; représentant 20 % des hospitalisations psychiatriques à temps complet et 1 % des dépenses totales de santé. (source : Inserm)[2]

Le risque suicidaire des patients souffrant de schizophrénie est estimé entre 10 et 13 %, et 20 à 50 % commettent des tentatives de suicide.
Les personnes souffrant de troubles psychiques ne sont pas plus violentes ou dangereuses que d'autres, les statistiques sur les violences indiquent qu'elles représentent 3 à 5 % des actes de violence faite à des tiers et seraient de par leur vulnérabilité plus souvent les victimes de viols et d'agressions,.
La prévalence des crimes violents est 11,8 fois plus importante que pour la population et des vols sur personnes 140 fois plus élevée.
Si la maladie peut augmenter le risque de passage à l’acte, c'est surtout l'absence de soins et l’association de drogues et d’alcool qui favorisent les comportements agressifs.
- 3,8 millions de consommateurs d’alcool sont des consommateurs dits à risque - dépendants ou non - parmi les adultes âgés de 18 à 75 ans indique l’Observatoire Français des Drogues et Toxicomanies[2].
- 2,1 millions de fumeurs ont eu recours à des médicaments d’aide à l’arrêt du tabac[2].
- Les usagers réguliers de cannabis représenteraient 1,2 million de personnes en France[2].